# Mezinárodní filmový festival Karlovy Vary 2010
Mezinárodní filmový festival Karlovy Vary 2010 se konal ve dnech 2. až 10. července 2010.

## Ocenění
- Křišťálový glóbus: Moskytiéra (Španělsko, režie: Agustí Vila)
- Zvláštní cena poroty: Kuky se vrací (Česko, režie: Jan Svěrák)
- Cena za mimořádný umělecký přínos světové kinematografii: Nikita Michalkov a Juraj Herz
- Cena za režii: Rajko Grlić, film Zůstane to mezi námi (Chorvatsko / Srbsko / Slovinsko)
- Cena za ženský herecký výkon: Anaïs Demoustierová, film Sladké zlo (Francie, režie: Olivier Coussemacq)
- Cena za mužský herecký výkon: Mateusz Kościukiewicz a Filip Garbacz, film Matka Tereza od koček (Polsko, režie: Pawel Sala)
- Zvláštní uznání: Jiné nebe (Rusko, režie: Dmitrij Mamulija)
- Cena Na východ od Západu: Aurora (Rumunsko / Francie / Švýcarsko / Německo, režie: Cristi Puiu)
- Zvláštní uznání v kategorii Na východ od Západu: Pokušení svatého Toníka (Estonsko, Švédsko, Finsko, režie: Veiko Õunpuu)
- Cena za nejlepší dokumentární film do třiceti minut: Řeka (Litva, režie: Julija Gruodienė, Rimantas Gruodis)
- Cena za nejlepší dokumentární film nad třicet minut: Familia (Švédsko, režie: Alberto Herskovits, Mikael Wiström)
- Zvláštní uznání za dokumentární film: Tinar (Írán, režie: Mahdi Moniri)
- Cena prezidenta festivalu: Jude Law

## Znělka
Ve znělce vystupuje John Malkovich.